# François Missoffe
Pour les articles homonymes, voir Missoffe.
François Missoffe, né le 13 octobre 1919 à Toulon, mort le 28 août 2003 à Rouen, est un homme politique et diplomate français.

## Biographie

### Jeunesse et formation
Fils de l’amiral Jacques Missoffe, il est élève au lycée Saint-Louis-de-Gonzague puis au Prytanée national militaire de La Flèche. Il abandonne ses études au début de la Seconde Guerre mondiale. 

### Des Chantiers de la jeunesse au RPF
Alors que ses frères Jean-Pierre et Dominique rejoignent la France libre à Londres dès 1940, il réalise un parcours remarqué au sein des Chantiers de la jeunesse. En 1943, il dirige le groupe école du groupement 5 implanté à Pontgibaud (Puy-de-Dôme).  
À la fin de la guerre, il accompagne Jean Sainteny en Indochine, encore occupée par les Japonais, et est détenu quelques semaines.
Il entame ensuite une carrière professionnelle dans l'industrie et est nommé administrateur de la société Astra.
En 1949, il adhère au Rassemblement du peuple français, fondé par le général de Gaulle en 1947.

### Carrière politique de 1958 à 1966
En 1958, il est élu député de Paris dans le 17e arrondissement et nommé secrétaire d'État chargé du Commerce intérieur dans le gouvernement de Michel Debré, puis dans le premier gouvernement de Georges Pompidou (1961-1962). À ce poste, il reprend la campagne « Suivez le bœuf » imaginée par son prédécesseur Joseph Fontanet  pour faire baisser le prix de la viande bovine,,.
Il devient ensuite secrétaire d’État chargé des Rapatriés dans le deuxième gouvernement de Georges Pompidou, jusqu’au 23 juillet 1964, date à laquelle sa mission (l’accueil d'un million de rapatriés) est achevée. 
Il est nommé ambassadeur de France au Japon en 1964 à la place d’Étienne Dennery et le reste jusqu'en 1966. Rappelé au gouvernement, il est remplacé par Louis de Guiringaud.

### Ministre de la Jeunesse et des Sports
Le 8 janvier 1966, il est nommé ministre de la Jeunesse et des Sports au sein du troisième et du quatrième gouvernement Pompidou. C’est la première fois que la Jeunesse et les Sports ont un ministère de plein exercice, Maurice Herzog, auquel il succède, n’étant que secrétaire d'État.
Au début de l'année 1968, il est chargé de l'organisation des Jeux olympiques d'hiver tenus à Grenoble. 
L'objectif de sa politique est de faire émerger « les besoins et les aspirations » de la jeunesse. L'opération Livre blanc est appuyée par une campagne médiatique axée sur la radio et la télévision de l'ORTF. Cette grande campagne est animée par Étienne Mougeotte ou Yves Mourousi ; à la télévision Michel Péricard, journaliste de l'ORTF nommé conseiller technique de François Missoffe, est chargé de faciliter les opérations. Mais les orientations politiques de cette opération apparaissent rapidement pour les organisations de jeunesse et le rapport présenté à l'Assemblée nationale en mai 1967 est vivement critiqué.  

### 1968: rencontre avec Daniel Cohn-Bendit
Le 8 janvier 1968, lors de l’inauguration de la piscine du campus de Nanterre, il est pris à partie par les étudiants au sujet du Livre blanc sur la jeunesse ; il en résulte un incident avec Daniel Cohn-Bendit, alors inconnu du grand public, qui se trouve ensuite soumis, en tant que ressortissant étranger, à une procédure d'expulsion du territoire français (février 1968) ; cette procédure, qui n'est d'ailleurs pas soutenue par François Missoffe, n'aboutit pas.

### Carrière ultérieure
En juin 1968, il retrouve son siège de député de Paris, n'ayant pas siégé après ses réélections de 1962 et de 1967 en raison de ses fonctions ministérielles. 
Chargé de mission temporaire à partir de 1973 auprès du ministre des Affaires étrangères, il effectue différentes missions en Asie. Pour cette raison, en 1974, il cède son siège à son épouse, qui est sa suppléante.

### Famille et vie privée
En 1948, François Missoffe épouse Hélène de Mitry, fille de Marguerite de Wendel et du comte Emmanuel de Mitry. De leur union naissent huit enfants parmi lesquels Françoise de Panafieu et Alain Missoffe, vice-président du Conseil économique, social et environnemental de Lorraine. 
Ayant épousé deux sœurs, François Missoffe et Jean François-Poncet sont beaux-frères.

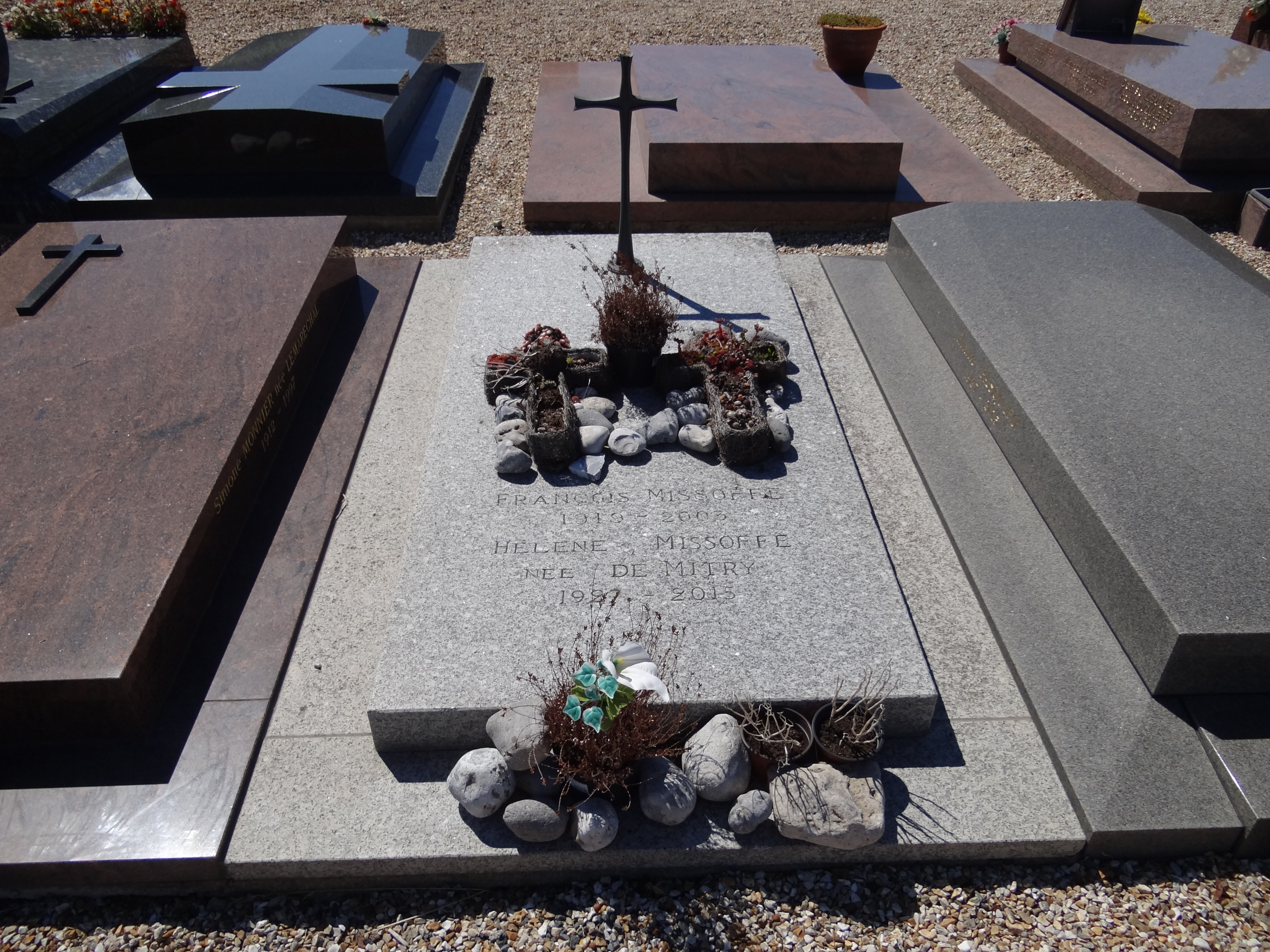
La tombe de François Missoffe et d'Hélène Missoffe au cimetière du nord à Saint-Pierre-en-Port (Seine-Maritime).

### Décorations
- Grand officier de la Légion d'honneur
- Croix de guerre 1939–1945
- Médaille de la Résistance française par décret du 3 aout 1946[19]